# دی. اچ. لارنس
دیوید هربرت لارنس معروف به دی اچ لارنس (به انگلیسی: David Herbert Lawrence) نویسنده، شاعر، نقاش، مقاله‌نویس بریتانیایی و یکی از معتبرترین چهره‌های ادبیات زبان انگلیسی بود.

## زندگی
لارنس در خانواده فقیری در شهر ایستوود ناتینگهام‌شایر در 11 سپتامبر  ۱۸۸۵ میلادی دیده جهان گشود. وی پس از مدتی آموزگاری به سال ۱۹۱۱، نخستین داستان خود را به نام طاووس سفید نوشت.
پس از آن، او در سال ۱۹۱۹ به اروپا و استرالیا و آمریکا سفر کرد و در این مدت داستانهای بسیاری منتشر کرد که از مبان آنها می‌توان به پسرها و عاشقها و رنگین کمان(لارنس) اشاره کرد. وی در نمایاندن غرایز حیوانی و همچنین عواطف بشری مهارت ویژه‌ای داشت. شیوه نگارش او ساده و داستانهایش انتقادی و لطیف است. دی اچ لارنس که در زمره بهترین نویسندگان قرن بیستم به حساب می‌آید، بخشی از شهرت و اعتبارش را به دلیل نگارش داستانهای بحث‌برانگیزی که در زمان خودش «غیراخلاقی» خوانده می‌شد، به دست آورده‌است. از آثار معروف او می‌توان به «رنگین کمان»، «طاووس سفید»، «پسرها و عاشقها» و «زنهای عاشق» اشاره کرد. اما معروف‌ترین اثر او «عاشق خانم چترلی» است، خلاصه شده این داستان با عنوان «فاسق لیدی چترلی» در ایران ترجمه شده‌است. انتشار این رمان به دلیل دربرداشتن صحنه‌های عیان جنسی در ایالات متحده آمریکا و بریتانیا ممنوع بود.

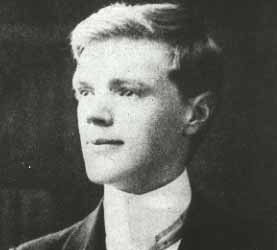
لارنس در سن ۲۱ ساگلی «سال۱۹۰۶»

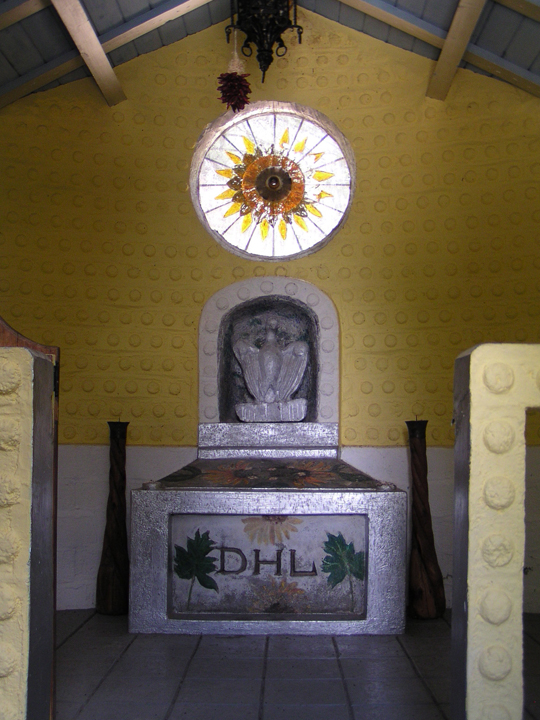
آرامگاه ابدی، در شرق نیومکزیکو، ایالات متحده آمریکا

## فهرست آثار لارنس

### رمانها
- The White Peacock - طاووس سفید (۱۹۱۱)
- The Trespasser - عهد شکن (۱۹۱۲)
- Sons and Lovers - پسرها و عاشق‌ها (۱۹۱۳)
- The Rainbow - رنگین کمان (۱۹۱۵)
- Women in Love - زنهای عاشق (۱۹۲۰)
- The Lost Girl - دختر گمشده (۱۹۲۰)
- Aaron's Rod - راد هارون (۱۹۲۲)
- Kangaroo - کانگورو (۱۹۲۳)
- The Boy in the Bush - پسر در بوش (۱۹۲۴)
- The Plumed Serpent - مار پلومد(۱۹۲۶)
- Lady Chatterley's Lover - عاشق خانم چترلی(۱۹۲۸)
- The Escaped Cock - خروس فرار کرد (۱۹۲۹) (بعدها به عنوان مردی که مرده بود منتشر شد)
- The Virgin and the Gypsy - باکره و کولی (۱۹۳۰)

### داستان‌های کوتاه
- The Odour of Chrysanthemums ۱۹۱۴
- The Prussian Officer and Other Stories ۱۹۱۴
- England, My England and Other Stories ۱۹۲۲
- The Horse Dealer's Daughter ۱۹۲۲
- The Fox, The Captain's Doll, The Ladybird ۱۹۲۳
- St Mawr and other stories ۱۹۲۵
- The Woman who Rode Away and other stories ۱۹۲۸
- The Rocking-Horse Winner ۱۹۲۶
- The Virgin and the Gipsy and Other Stories ۱۹۳۰
- Delilah and Mr. Bircumshaw
- Love Among the Haystacks and other stories ۱۹۳۰

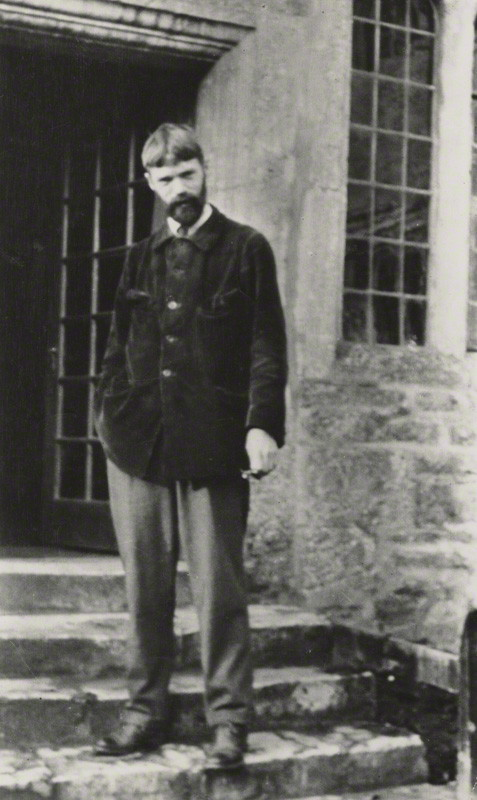
عکس لارنس توسط بانو اوتولاین مورل، ۲۹ نوامبر ۱۹۱۵

- Collected Stories ۱۹۹۴

### مجموعه شعر
- Love Poems and others ۱۹۱۳
- Amores ۱۹۱۶
- Look! We have come through! ۱۹۱۷
- New Poems ۱۹۱۸
- Bay: a book of poems ۱۹۱۹
- Tortoises ۱۹۲۱
- Birds, Beasts and Flowers ۱۹۲۳
- The Collected Poems of D H Lawrence ۱۹۲۸
- Pansies ۱۹۲۹
- Nettles ۱۹۳۰
- Last Poems ۱۹۳۲
- Fire and other poems ۱۹۴۰
- The Complete Poems of D H Lawrence 1964, ed. Vivian de Sola Pinto and F. Warren Roberts
- The White Horse ۱۹۶۴
- D. H. Lawrence: Selected Poems ۱۹۷۲

### نمایشنامه‌ها
- The Daughter-in-Law ۱۹۱۲
- The Widowing of Mrs Holroyd ۱۹۱۴
- Touch and Go ۱۹۲۰
- David ۱۹۲۶
- The Fight for Barbara ۱۹۳۳
- A Collier's Friday Night ۱۹۳۴
- The Married Man ۱۹۴۰
- The Merry-Go-Round ۱۹۴۱
- The Complete Plays of D H Lawrence ۱۹۶۵
- The Plays, edited by Hans-Wilhelm Schwarze and John Worthen

### سفرنامه‌ها
- Twilight in Italy and Other Essays - گرگ و میش در ایتالیا و مقالات دیگر ۱۹۱۶
- Sea and Sardinia - دریا و سلامتی ۱۹۲۱
- Mornings in Mexico - صبح در مکزیک ۱۹۲۷
- Sketches of Etruscan Places and other Italian essays - نگاهی اماکن Etruscan ایتالیایی و سایر مقالات ۱۹۳۲

### آثار ترجمه شده توسط لارنس
- Lev Shestov - همه چیز امکان‌پذیر است ۱۹۲۰
- ایوان الکسیویچ بونین - آقایی از سان فرانسیسکو ۱۹۲۲
- جووانی ورگا - Mastro-Don Gesualdo ۱۹۲۳
- جووانی ورگا - رمان‌های کوچک از سیسیل ۱۹۲۵
- جووانی ورگا - Cavalleria Rusticana and other stories ۱۹۲۸
- آنتونیو فرانسیکو گرازیانی - The Story of Doctor ۱۹۲۹

### به فارسی
- پسرها و عاشق‌ها، ترجمهٔ افسانه قادری، ناهید قادری، نشر متیس
- رنگین کمان، ترجمهٔ افسانه قادری، ناهید قادری، نشر متیس
- عروس، ترجمهٔ ناهید قادری، نشر متیس
- باکره و کولی - ترجمه: کاوه میرعباسی -ناشر: لوح فکر
- روباه - ترجمه: کاوه میرعباسی -ناشر: باغ نو
- فاسق لیدی چترلی-محمد علی شیرازی (ترجمه ناقص)
- مردی که مرده بود -پرویز داریوش
- زنی که گریخت
- عشق در میان کومه‌های یونجه-ترجمه محمود کیانوش انتشارات جاویدان
- مردی که جزیره‌ها رادوست داشت-ترجمه محمود کیانوش انتشارات جاویدان
- پرنسس - ترجمه زهرا خلیفه قلی